# Olena Kyrpot
Olena Kyrpot (ukrainisch Олена Кирпот, eng. Olena Kyrpot, * 4. April 1994) ist eine ehemalige ukrainische Tennis-, Beachtennis- und Padel-Spielerin.

## Karriere Tennis
Kyrpot spielte überwiegend Turniere auf der ITF Women’s World Tennis Tour, wo sie drei Doppeltitel gewonnen hat.

## Turniersiege

### Doppel
| Nr. | Datum           | Turnier          | Kategorie   | Belag     | Partnerin          | Finalgegnerin                           | Ergebnis         |
| --- | --------------- | ---------------- | ----------- | --------- | ------------------ | --------------------------------------- | ---------------- |
| 1.  | 6. Oktober 2013 | Antalya          | ITF $10.000 | Sand      | Julia Samuseva     | Iryna Schymanowitsch Aleksandra Zenovka | 4:6, 6:3, [10:3] |
| 2.  | 11. April 2015  | Port El Kantaoui | ITF $10.000 | Hartplatz | Mihaela Buzărnescu | Jennifer Claffey Kathinka von Deichmann | 6:4, 6:2         |
| 3.  | 7. August 2015  | Tunis            | ITF $10.000 | Sand      | Jasmin Jebawy      | Eleonore Barrère Kassandra Davesne      | 6:3, 6:2         |

## Beachtennis und Padel
2022 nahm Kyrpot an diversen Beachtenni-Turnieren sowie der Weltmeisterschaft teil. Auch wird sie in der Padel-Weltrangliste geführt.